# Claas Leplow
Claas Leplow (* 22. Juni 1972 in Hamburg) ist ein deutscher Jurist. Er ist seit dem 28. Februar 2018 Richter am Bundesgerichtshof.

## Leben und Wirken
Leplow war nach Abschluss seiner juristischen Ausbildung vorübergehend als wissenschaftlicher Mitarbeiter an der Universität Osnabrück tätig. 2001 trat er in den Justizdienst des Landes Schleswig-Holstein ein. Er war zunächst bei dem Landgericht Lübeck und dem Amtsgericht Oldenburg in Holstein eingesetzt.  2003 wurde er zum Richter am Landgericht in Lübeck ernannt. 2006 bis 2009 war er als wissenschaftlicher Mitarbeiter an den Bundesgerichtshof abgeordnet. 2010 erfolgte seine Ernennung zum Vorsitzenden Richter am Landgericht Lübeck. Leplow ist promoviert.
Das Präsidium des Bundesgerichtshofs wies Leplow zunächst dem 3. Strafsenat zu, der neben Revisionen in allgemeinen Strafsachen aus den Bezirken der Oberlandesgerichte Celle, Düsseldorf, Oldenburg und Koblenz vornehmlich für sämtliche in den Zuständigkeitsbereich des Bundesgerichtshofs fallenden Staatsschutzstrafsachen sowie die Revisionen in Strafverfahren wegen Verstößen gegen das Außenwirtschaftsgesetz zuständig ist.